# سیدالاشجار
 سیدالاشجار(نام علمی: Firmiana simplex) نام یک گونه از تیره پنیرکیان است.